# Dean Kamen
Dean Lawrence Kamen (* 5. dubna 1951 Rockville Centre, Long Island) je americký vynálezce a podnikatel. 
Vynalézání se věnuje od pěti let a již jako středoškolák vydělával díky návrhům zvukových systémů víc než jeho rodiče. Navštěvoval Worcester Polytechnic Institute, avšak studium nedokončil. V roce 1973 sestrojil první přenosnou inzulinovou pumpu. V roce 1982 založil v Manchesteru technologickou firmu DEKA. Vynalezl iBOT, invalidní křeslo využívající gyroskop k dosažení stability. V roce 2001 uvedl na trh vozítko Segway, které se mělo stát ekologickou náhradou automobilů v městské dopravě. Vyrobil také přístroj na hemodialýzu i protézu Luke arm ovládanou pomocí nervové soustavy. Dalším jeho vynálezem je Slingshot, čistička vody poháněná Stirlingovým motorem, která má zvýšit dostupnost pitné vody v rozvojových zemích. Věnuje se také výzkumu solární energie. Celkově je Dean Kamen držitelem více než tisícovky patentů.
V roce 1989 založil organizaci For Inspiration and Recognition of Science and Technology (FIRST), jejímž cílem je podpora mladých vynálezců. Do vědeckých soutěží, které pořádá, se zapojil již více než milion studentů. Kamen také zasedá v dozorčí radě nadace Xprize Foundation a vystupuje v televizním pořadu Dean of Invention. V roce 1997 byl přijat do Národní akademie inženýrství a v roce 2005 do Síně slávy amerických vynálezců. Byla mu udělena Národní medaile za technologie a inovace, Cena Franklinova institutu, Hooverova medaile, Medaile ASME a čestný doktorát Yaleovy univerzity.
Vlastní sídlo Westwind ve státě New Hampshire, soukromý ostrov North Dumpling Island v průlivu Long Island Sound a letadlo Embraer Phenom 300.
Dean Kamen je židovského původu, jeho otec Jack Kamen byl kreslířem v časopise Mad Magazine.